# Ada River (Errinundra River)
Der Ada River ist ein Fluss im östlichen Gippsland im Osten des australischen Bundesstaates Victoria.
Der Fluss entspringt unterhalb des Mount Ellery im südlichen Errinundra-Nationalpark in einer Höhe von 1.150 m und mündet nach ungefähr elf Kilometern in den Errinundra River.